# Sören Dressler
Sören Dressler (* 1965) ist ein deutscher Wirtschaftswissenschaftler und Professor für Internationales Controlling und Corporate Finance an der Hochschule für Technik und Wirtschaft Berlin. An dieser Hochschule hat er den internationalen, postgradualen und englischsprachigen Studiengang Master in Business Administration & Engineering (MBA&E) aufgebaut. Zu seinen Forschungsthemen gehören das Vermögensmanagement in Deutschland und Indien sowie das Sportmanagement. In diesem Zuge hat er u. a. zu leistungsorientierten Vergütungsmodellen von Profifußballern publiziert.

## Veröffentlichungen
- Sören Dressler: Reorganisation und Krise. Schäffer-Poeschel Verlag, Stuttgart 1995, ISBN 3-7910-0919-2.
- Soeren Dressler: Strategy, Organization & Performance Management. Universal Publishers, Boca Raton, USA 2004, ISBN 1-58112-532-1 (Auszug [PDF; abgerufen am 11. November 2021]).
- Sören Dressler, Thomas Northoff (Hrsg.): Die Bundesbilanz. Haufe-Mediengruppe, München 2006, ISBN 978-3-448-07913-5.
- Sören Dressler: Shared Services, Business Process Outsourcing und Offshoring. Gabler, Wiesbaden 2007, ISBN 978-3-8349-0257-3.
- Sören Dressler: Effektives Vermögensmanagement. 1. Auflage. Verlag W. Kohlhammer, Stuttgart 2020, ISBN 978-3-17-037420-1.
- Soeren Dressler: Effective Wealth Management in India: More Wealth for Everybody. Notion Press, Chennai 2020, ISBN 978-1-64869-632-9.